# Kongregation der Heiligen Familie von Bergamo
Die Kongregation der Heiligen Familie von Bergamo (lat.: Congregatio a Sacra Familia, it.:  Congregazione della Sacra Famiglia di Bergamo, Ordenskürzel: CSF) ist eine Ordensgemeinschaft in der römisch-katholischen Kirche. Die Gründerin der Kongregation war die hl. Paula Elisabeth Cerioli (1816–1865).

## Geschichte
Die 38-jährige wohlhabende Witwe Constanza Cerioli (die später den Namen Paula Elisabeth führte) hatte ihren Mann und ihre vier Kinder verloren, zuletzt starb ihr 16 Jahre alter Sohn. Sie beabsichtigte, ihr ganzes Vermögen für eine wohltätige und gemeinnützige Stiftung zu spenden. Mit dem Rest gründete sie 1856 in Martinengo den Orden der „Brüder von der Heiligen Familie“ (ital.: „Pretie Fratelli della S. Famiglia“) und in Bergamo den Orden der „Schwestern von der Heiligen Familie“ (it.: „Suore della S. Famiglia“) zur Erziehung von Waisenkindern und der Kinder armer Bauern.
Diese beiden Zweige verschmolzen später zur „Kongregation der Heiligen Familie von Bergamo“. 1863 hatte sie in Erinnerung an ihren Sohn Carlino ein Waisenhaus errichtet. Sie stellte diese Einrichtung der Diözese Bergamo zur Verfügung und das Waisenhaus wurde in kürzester Zeit zu einer kirchlichen Institution. 1901 erkannte Papst Leo XIII. die Ordensgründungen an und mit Unterstützung der Bischöfe von Bergamo wurde ein Institut für die Vorbereitung zum Priesteramt gegründet. Bischof Luigi Speranza von Bergamo erteilte hierzu die Genehmigung und am 24. April 1948 erhielt das Institut mit päpstlichem Dekret die Genehmigung.

## Zusammenschluss
Am 2. Februar 1937 erhielt die zusammengeschlossene „Kongregation der Heiligen Familie von Bergamo“  durch Bischof Adriano Bernareggi, die bischöfliche Genehmigung. Die letztgültige Erneuerung wurde durch das Ordenskapitel, im Zuge der Erneuerung, auf der Grundlage des Zweiten Vatikanischen Konzils, im Jahr 1977 durchgeführt. Am 19. März 1986 erhielt die Kongregation durch die päpstliche Approbation den Status einer Kongregation päpstlichen Rechts.

## Organisation
Die Mitglieder arbeiten überwiegend in ländlichen Gebieten und sind in Italien, in der Schweiz, in Brasilien und Mosambik tätig. Die Kongregation verfügt (Stand 2005) über 15 Häuser mit 71 Mitgliedern, von denen 56 dem Priesterstand angehören. Der Sitz des Generalhauses ist in Martinengo. Superior ist Edoardo Rota. Der Orden stellt derzeit den Bischof von Naviraí in Brasilien.